# Giorgi Mshvenieradze
Giorgi Mshvenieradze (in georgiano გიორგი მშვენიერაძე?, in russo Георгий Петрович Мшвениерадзе?; traslitterazione anglosassone Georgii Petrovich Mshvenieradze; Tbilisi, 12 agosto 1960) è un ex pallanuotista sovietico e successivamente georgiano; con la nazionale sovietica ha conquistato due medaglie olimpiche: l'oro a Mosca 1980 ed il bronzo a Seul 1988, nonché il titolo mondiale a Guayaquil 1982.
È figlio di P'et're e fratello di Nugzari, a loro volta già pallanuotisti di alto livello.

## Biografia
Nato a Tbilisi nella Georgia sovietica, dopo la dissoluzione dell'URSS acquisì la cittadinanza georgiana; Nel 1983 si laureò in giurisprudenza presso l'Università statale di Mosca.
Sia il padre Pëtr che il fratello maggiore Nugzari furono giocatori di pallanuoto di fama internazionale ed entrambi parteciparono con la nazionale sovietica ai Giochi olimpici; il padre in tre occasioni ottenendo due medaglie: il bronzo a Melbourne 1956 e l'argento a Roma 1960, mentre il fratello gareggiò a Montréal 1976 giungendo ottavo.

## Carriera

### Club
Di ruolo centroboa, esordì nel campionato nazionale nella stagione 1976-77 con la formazione della Dinamo Mosca, squadra con la quale rimase fino al 1989, laureandosi per tre volte campione sovietico nel 1984-85, 1985-86 e 1986-87 e giungendo secondo in campionato in cinque occasioni; a livello di club conquistò inoltre per due volte la Coppa dell'URSS e vinse la Coppa delle Coppe nel 1984-85. Sempre con la Dinamo perse le finali della Supercoppa europea del 1985 contro gli ungheresi del Vasas di Budapest e della Coppa dei Campioni del 1986-87 contro i tedeschi dello Spandau Berlino.
Successivamente al crollo dell'Unione Sovietica si trasferì in Italia nel 1990 giocando gli ultimi anni della sua carriera agonistica per una stagione nella Triestina in serie A2 e le successive tre in massima serie nella Pro Recco, con la quale nel 1991-92 perse la finale del campionato italiano contro la Rari Nantes Savona e l'anno successivo quella della neonata Coppa LEN contro gli ungheresi dell'Újpest.

### Nazionale
Nel 1978 entrò a far parte della nazionale sovietica, di cui fu una presenza costante per oltre dieci anni e con la quale conquistò due medaglie ai Giochi olimpici: l'oro a Mosca 1980 ed il bronzo a Seul 1988, il campionato mondiale a Guayaquil 1982 ed il bronzo iridato a Madrid 1986, due vittorie nella Coppa del Mondo nelle edizioni di Long Beach 1981 e Malibù 1983 e tre titoli europei consecutivi a Roma 1983, Sofia 1985 e Strasburgo 1987; vinse inoltre l'edizione di Kōbe 1985 delle Universiadi e quella di Mosca 1986 dei Goodwill Games.

## Palmarès

### Club
- Campionato sovietico: 3

Dinamo: 1984-85, 1985-86 e 1986-87
- Coppa dell'Unione Sovietica maschile: 2

Dinamo: 1985-86 e 1987-88
- Coppa delle Coppe: 1

Dinamo: 1984-85

### Nazionale
- Olimpiadi

1 oro: Mosca 1980
1 bronzo: Seul 1988
- Mondiali

1 oro: Guayaquil 1982
1 bronzo: Madrid 1986
- Coppa del Mondo

2 ori: Long Beach 1981 e Malibù 1983
- Europei

3 ori: Roma 1983, Sofia 1985 e Strasburgo 1987
- Universiadi

1 oro: Kōbe 1985
- Goodwill Games

1 oro: Mosca 1986